# 야닌 윗미따난
야닌 윗미따난(태국어: ญาณิน วิสมิตะนันทน์, 1984년 3월 31일 ~ )은 태국의 배우이다. '야닌 윗미따난'은 본명이며, 통상 별명인 지자 야닌(Jeeja Yanin) 또는 찌짜 야닌(จีจ้า ญาณิน)으로 알려져 있다.

## 영화
- 2008년 《초콜릿》
- 2009년 《레이징 피닉스》
- 2011년 《Jak Ka Ran》[1]
- 2011년 《더 킥》[2]
- 2011년 《초콜릿 2》
- 2011년 《똠얌꿍 2》[3]

## 스포츠
- 태권도
- 무에타이
- 체조